# Liste der Monuments historiques in Vichy
Die Liste der Monuments historiques in Vichy führt die Monuments historiques in der französischen Gemeinde Vichy auf.

## Liste der Bauwerke
| Bezeichnung                                       | Beschreibung | Standort                                    | Kennzeichnung | Schutzstatus   | Datum     | Bild           |
| ------------------------------------------------- | ------------ | ------------------------------------------- | ------------- | -------------- | --------- | -------------- |
| Couvent des Célestins                             |              | Parc des Célestins (Lage)                   | PA00093342    | Inscrit        | 1927      | weitere Bilder |
| Hôtel des Ambassadeurs                            |              | 1, rue du Parc Place Joseph-Aletti (Lage)   | PA00093401    | Inscrit        | 1991      | weitere Bilder |
| Hôtel Ruhl                                        |              | 15, boulevard de Russie (Lage)              | PA00093402    | Inscrit        | 1991      | weitere Bilder |
| Anciens chalets de l’Empereur et de l’Impératrice |              | 105/107, boulevard des États-Unis (Lage)    | PA00093340    | Inscrit        | 1972      | weitere Bilder |
| Meilenstein                                       |              | Square des Nations (Lage)                   | PA00093338    | Classé         | 1916      | weitere Bilder |
| Casino                                            |              | 2, rue Sornin (Lage)                        | PA03000032    | Inscrit        | 2007      | weitere Bilder |
| Chalet des Roses                                  |              | 101, boulevard des États-Unis (Lage)        | PA00093387    | Inscrit        | 1990      | weitere Bilder |
| Chalet                                            |              | 20, rue Hubert-Colombier (Lage)             | PA00093341    | Inscrit        | 1988      | weitere Bilder |
| Kirche St-Blaise                                  |              | Rue de l’Allier (Lage)                      | PA00093413    | Inscrit        | 1991      | weitere Bilder |
| Centre thermal des Dômes                          |              | Avenue Thermale (Lage)                      | PA00093343    | Classé         | 1989      | weitere Bilder |
| Hôtel de ville                                    |              | Place de Hôtel-de-Ville (Lage)              | PA00093396    | Inscrit        | 1990      | weitere Bilder |
| Gebäude                                           |              | 36, rue Salignat (Lage)                     | PA00093403    | Inscrit        | 1991      | weitere Bilder |
| Gebäude                                           |              | 39, rue de Paris (Lage)                     | PA00093408    | Inscrit        | 1991      | weitere Bilder |
| Confiserie Aux Marocains                          |              | 33, rue Georges Clemenceau (Lage)           | PA00093397    | Inscrit        | 1990      | weitere Bilder |
| Kiosque du parc des Bourins                       |              | (Lage)                                      | PA00093345    | Inscrit        | 1986      | weitere Bilder |
| Maison Art nouveau                                |              | 50, rue de Strasbourg (Lage)                | PA00093346    | Inscrit        | 1987      | weitere Bilder |
| Castel flamand                                    |              | 2/2bis, rue de Belgique (Lage)              | PA00093399    | Inscrit        | 1991      | weitere Bilder |
| Castel français                                   |              | 1, rue Hubert-Colombier (Lage)              | PA00093339    | Inscrit        | 1988      | weitere Bilder |
| Castel gothique                                   |              | 25, boulevard de Russie (Lage)              | PA00093400    | Inscrit        | 1991      | weitere Bilder |
| Chalet de Clermont-Tonnerre                       |              | 109bis, boulevard des États-Unis (Lage)     | PA00093386    | Inscrit        | 1990      | weitere Bilder |
| Chalet des Suppliques                             |              | Avenue Aristide-Briand (Lage)               | PA00093388    | Inscrit        | 1990      |                |
| Chalet Marie-Louise                               |              | 109, boulevard des États-Unis (Lage)        | PA00093389    | Inscrit        | 1990      | weitere Bilder |
| Maison du Bailliage                               |              | Rue Verrier (Lage)                          | PA00093347    | Inscrit        | 1926      | weitere Bilder |
| Maison Le Castel                                  |              | 8, rue Prunelle (Lage)                      | PA03000004    | Inscrit        | 1999      | weitere Bilder |
| Parc des Sources                                  |              | (Lage)                                      | PA00093348    | Classé         | 1994      | weitere Bilder |
| Centre culturel Valéry-Larbaud                    |              | 15, rue du Maréchal-Foch (Lage)             | PA03000008    | Inscrit        | 2000      | weitere Bilder |
| Pharmacie du Parc                                 |              | 26, rue du Président-Wilson (Lage)          | PA00093404    | Inscrit        | 1991      | weitere Bilder |
| Source des Célestins                              |              | Boulevard John Kennedy (Lage)               | PA00093349    | Inscrit        | 1986      | weitere Bilder |
| Source Lardy                                      |              | 111, rue du Maréchal-Lyautey (Lage)         | PA00093350    | Inscrit        | 1986      |                |
| Protestantische Kirche                            |              | 10, rue du Docteur-Max-Durand-Fardel (Lage) | PA03000017    | Inscrit        | 2002      | weitere Bilder |
| Theater                                           |              | (Lage)                                      | PA00093344    | Inscrit Classé | 1991 1996 | weitere Bilder |
| Villa                                             |              | 8, rue Hubert-Colombier (Lage)              | PA00093361    | Inscrit        | 1988      | weitere Bilder |
| Villa Anne-Marie                                  |              | 8, rue Albert-Londres (Lage)                | PA00093384    | Inscrit        | 1989      | weitere Bilder |
| Villa                                             |              | 14, rue Hubert-Colombier (Lage)             | PA00093351    | Inscrit        | 1988      | weitere Bilder |
| Villa Charlotte                                   |              | 5, rue Hubert-Colombier (Lage)              | PA00093352    | Inscrit        | 1988      |                |
| Villa du Docteur Frémont                          |              | 7, rue Prunelle (Lage)                      | PA00093414    | Inscrit        | 1991      | weitere Bilder |
| Villa du docteur Maire                            |              | 1, rue du Golf (Lage)                       | PA00093405    | Inscrit        | 1991      | weitere Bilder |
| Villa Hubert                                      |              | 7, rue Hubert-Colombier (Lage)              | PA00093353    | Inscrit        | 1988      | weitere Bilder |
| Villa Jacob                                       |              | 3, rue Hubert-Colombier (Lage)              | PA00093354    | Inscrit        | 1988      |                |
| Villa Jurietti                                    |              | 11, rue Hubert-Colombier (Lage)             | PA00093355    | Inscrit        | 1988      | weitere Bilder |
| Villa Le Mesnil                                   |              | 12, rue Hubert-Colombier (Lage)             | PA00093357    | Inscrit        | 1988      | weitere Bilder |
| Villa Manon                                       |              | 10, rue Hubert-Colombier (Lage)             | PA00093356    | Inscrit        | 1988      | weitere Bilder |
| Villa mauresque                                   |              | 19, boulevard Carnot (Lage)                 | PA00093406    | Inscrit        | 1991      | weitere Bilder |
| Villa Mon Plaisir                                 |              | 4, quai d’Allier (Lage)                     | PA00093407    | Inscrit        | 1991      | weitere Bilder |
| Villa Parva                                       |              | 16, rue Hubert-Colombier (Lage)             | PA00093358    | Inscrit        | 1988      | weitere Bilder |
| Villa Saint-Michel-Archange                       |              | 18, rue Hubert-Colombier (Lage)             | PA00093359    | Inscrit        | 1988      | weitere Bilder |
| Villa Van Dyck                                    |              | 9, rue Hubert-Colombier (Lage)              | PA00093360    | Inscrit        | 1988      | weitere Bilder |
| Villa Vénitienne                                  |              | 7, rue de Belgique (Lage)                   | PA00093398    | Inscrit        | 1990      | weitere Bilder |
| Villa Yvonnette                                   |              | 26, rue de Longchamp (Lage)                 | PA00093419    | Inscrit        | 1992      |                |

## Liste der Objekte
- Monuments historiques (Objekte) in Vichy in der Base Palissy des französischen Kultusministeriums